# Lazarus Bendavid

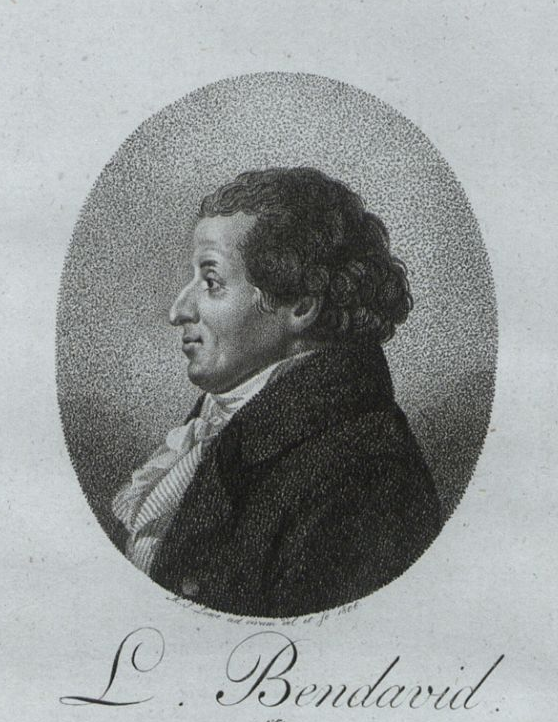
Lazarus Bendavid von Johann Michael Siegfried Lowe (Bildausschnitt)

Lazarus Bendavid (* 18. Oktober 1762 in Berlin; † 28. März 1832 ebenda) war ein preußisch-jüdischer Mathematiker, Philosoph und Pädagoge.

## Biografie
Bendavid war der Sohn des David Lazarus und seiner Ehefrau Chawa, Tochter des Berliner Samtfabrikanten David Hirsch. Nach erfolgreichem Besuch der Berliner Talmudschule begann Bendavid an der Universität Halle Mathematik und Philosophie zu studieren. Später wechselte er an die Universität Göttingen. Als er dort als Hauslehrer tätig war, machte er u. a. die Bekanntschaft mit Georg Christoph Lichtenberg.
Nach Abschluss seines Studiums wirkte Bendavid als Privatdozent. Als solcher ging er Ende 1791 an die Universität Wien und lehrte dort sechs Jahre lang Philosophie. Dabei versuchte er, Immanuel Kants Ideen zu popularisieren.
1797 kehrte er wieder nach Berlin zurück. Seit dieser Zeit schrieb er für verschiedene Zeitschriften und Zeitungen. Anlässlich eines Wettbewerbs prämierte die Akademie der Wissenschaften in Berlin Bendavids Arbeit Über den Ursprung unserer Erkenntnis 1801 mit dem ersten Preis. Ab 1802 engagierte ihn die Haude- und Spenersche Zeitung als politischen Redakteur.
Ab 1806 berief man Bendavid zum Direktor der jüdischen Freischule von Berlin. Dieses Amt hatte er bis 1826 inne. Die Umstrukturierung der Schule in diesem Jahr nahm Bendavid zum Anlass, sein Amt niederzulegen und in Pension zu gehen.
Die Schlussformel seiner Vorträge lautete:

„daß der Tag kommen wird, an dem wir gewiß nicht vernachlässigten Geisteskräfte des Juden zu seiner Besserung, zum Nutzen des Staates und seiner Mitbürger gereichen, und Ein Gott und nur Ein Name der Gottheit wird ausgerufen werden. Bis dahin sey man tolerant […]“

Lazarus Bendavid starb 1832 im Alter von 69 Jahren in Berlin. Beigesetzt wurde er auf dem Jüdischen Friedhof Schönhauser Allee. Das Grab ist nicht erhalten.

## Schriften
- Über die Parallellinien, 1786

- Versuch einer logischen Auseinandersetzung des mathematischen Unendlichen, 1789 (Digitalisat)
- Etwas zur Charakteristik der Juden, 1793
- Versuch über das Vergnügen, 1794
- Vorlesungen über die Critik der reinen Vernunft, 1794
- Vorlesungen über die Critik der practischen Vernunft, 1796 (Digitalisat)
- Vorlesungen über die Critik der Urtheilskraft, 1796
- Beyträge zur Kritik des Geschmacks, 1797
- Vorlesungen über Die Metaphysischen Anfangsgründe der Naturwissenschaft, 1798 (Digitalisat)
- Versuch einer Geschmackslehre, 1799 (Digitalisat)
- Aufsätze verschiedenen Inhalts, 1800 (Digitalisat)
- Über den Ursprung unserer Erkenntnis, 1801
- Versuch einer Rechtslehre, 1802
- Selbstbiographie, 1806 (Webseite mit dem Text)
- Über die Religion der Ebräer vor Moses, 1812
- Zur Berechnung des jüdischen Kalenders, 1817